# Kupinovac
Kupinovac is een plaats in de gemeente Bjelovar in de Kroatische provincie Bjelovar-Bilogora. De plaats telt 170 inwoners (2001).